# Werner Ehrenberg
Werner Ehrenberg (geboren 20. Januar 1901 in Berlin; gestorben am 19. November 1975 in Wembley) war ein deutsch-britischer Physiker. 

## Leben
Werner Ehrenberg war ein Sohn des Versicherungsangestellten Albert Ehrenberg und der Hedwig Schachian, er hatte zwei Geschwister. Als Kind erkrankte er an Kinderlähmung, deren Folgen ihn lebenslang begleiteten. Ehrenberg studierte von 1919 bis 1924 Physik in Berlin und Heidelberg. Nach der Promotion ging er als Forschungsassistent an das Kaiser-Wilhelm-Institut für Physik nach Berlin. Ab 1928 arbeitete er als Assistent an der Technischen Hochschule Stuttgart. Nach der Machtübergabe an die Nationalsozialisten wurde Ehrenberg im April 1933 als Jude aufgrund des Berufsbeamtengesetzes entlassen. Im November 1933 emigrierte er nach England und forschte mit Stipendien am Birkbeck College. 
Ab 1936 arbeitete er als Physiker in der britischen Elektroindustrie bei EMI in Hayes. Im Zweiten Weltkrieg wurde er 1940 für drei Monate als Enemy Alien interniert und arbeitete dann als Radartechniker für die britische Rüstungsindustrie. 
Ab 1946 bis zur Emeritierung 1968 war er Physiker am Birkbeck College und wurde dort 1963 zum Professor ernannt. Ehrenberg und Raymond Eldred Siday wiesen bereits 1949 auf den 1959 publizierten „Aharonov-Bohm-Effekt“ hin.
Ehrenberg heiratete 1952 Marianne Spier (1923–1978), sie hatten eine Tochter.

## Schriften (Auswahl)
- W. Ehrenberg, R. E. Siday: The Refractive Index in Electron Optics and the Principles of Dynamics. In: Proceedings of the Physical Society. Section B. Januar 1949, S. 8–21
- Electric conduction in semiconductors and metals. Oxford: Clarendon Press, 1958
- Maxwell’s Demon, in: Scientific American, November 1967, S. 103–110
- Dice of the Gods: Causality, Necessity and Chance. London: Birkbeck College, 1977
- W. Ehrenberg, D. J. Gibbons: Electron bombardment induced conductivity and its applications. London: Acad. Pr., 1981